# Cubaanse dwergboa
De Cubaanse dwergboa (Tropidophis melanurus) is een slang uit de familie dwergboa's (Tropidophiidae).

## Naam en indeling
De wetenschappelijke naam van de groep werd voor het eerst voorgesteld door Hermann Schlegel in 1837. Oorspronkelijk werd de wetenschappelijke naam Boa melanura gebruikt en later werd de geslachtsnaam Ungalia gebruikt.

### Ondersoorten
Er worden drie verschillende ondersoorten erkend, die afwijken wat betreft uiterlijke kenmerken en het verspreidingsgebied. Een voormalige ondersoort, Tropidophis melanurus bucculentus, wordt tegenwoordig als een aparte soort beschouwd; Tropidophis bucculentus.
Het geslacht omvat de volgende soorten, met de auteur en het verspreidingsgebied.
| Naam                            | Auteur                  | Verspreidingsgebied        |
| ------------------------------- | ----------------------- | -------------------------- |
| Tropidophis melanurus dysodes   | Schwartz & Thomas, 1960 | Cuba (Pinar del Río)       |
| Tropidophis melanurus ericksoni | Schwartz & Thomas, 1960 | Cuba (Isla de la Juventud) |
| Tropidophis melanurus           | Schlegel, 1837          | Cuba                       |

## Uiterlijke kenmerken

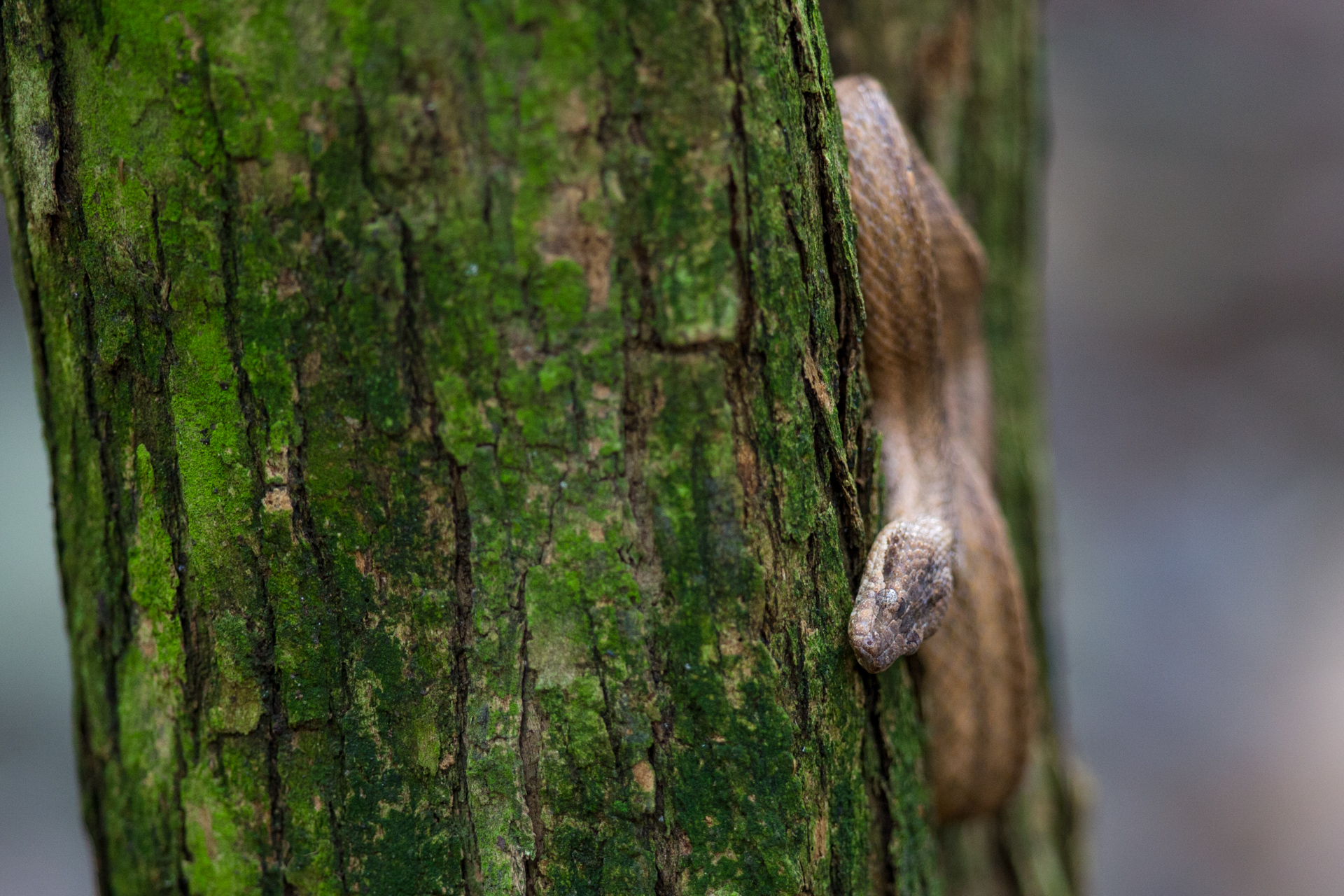
De slang kan ook in bomen klimmen.

De huidskleur van deze terrestrische slang is meestal grijs of bruinachtig, met een donkere vlekkentekening en een zwarte staartpunt, maar sommige exemplaren hebben een oranje huid met een gele staartpunt. De lichaamslengte bedraagt 80 tot 100 centimeter.
Het lichaam is gedrongen, de staart is vrij kort. De staartpunt heeft een afwijkende kleur, vermoedelijk wordt deze gebruikt als 'imitatie-rups' om insectenetende prooidieren te lokken. De kop is relatief klein en de ogen zijn eveneens klein, de pupil heeft een verticale vorm.

## Levenswijze
Hun voedsel bestaat uit boomkikkers, hagedissen, kleinere slangen en knaagdieren, soms worden ook vogels buitgemaakt. De Cubaanse dwergboa is een bodembewoner maar klimt ook weleens in struiken of op rotsen. Bij bedreiging wordt het lichaam opgerold en wordt een stinkend slijm afgescheiden, de slang zal niet bijten. De slang is eierlevendbarend, de jongen komen levend ter wereld. Een worp bestaat uit ongeveer acht jongen.

## Verspreiding en habitat
De Cubaanse dwergboa komt voor in Zuid-Amerika en leeft endemisch op Cuba.
De habitat bestaat uit tropische en subtropische regenwouden en rotsige hellingen maar ook in door de mens aangepaste streken zoals plantages kan het dier worden aangetroffen.